# Mario Rijavec
Mario Rijavec, slovenski skladatelj, dirigent in jazz-aranžer, * 17. maj 1921, Zagreb, † 17. julij 2006, Ljubljana.
Na ljubljanski Akademiji za glasbo je leta 1961 končal študij glasbene zgodovine. Rijavec je kot skladatelj predvsem poznan kot aranžer zabavne glasbe.
Njegov oče je tenorist Josip Rijavec.